# Ganesh-Chaturthi
Ganesh-Chaturthi är en av de viktigare hinduiska helgerna i den indiska staden Bombay. Den är guden Ganeshas födelsedag och firas på den fjärde dagen i månaden Bhadrapad, som oftast infaller omkring september.